# Superintelligens: De tänkande maskinernas tidsålder
Superintelligens: De tänkande maskinernas tidsålder (originaltitel: Superintelligence: Paths, Dangers, Strategies) är en facklitterär bok som utgavs 2014 på engelska och 2017 på svenska, skriven av den Oxfordbaserade filosofiprofessorn Nick Bostrom. Boken har översatts till många språk, och finns som ljudbok.
Superintelligens hävdar att om datorer, de "maskinella hjärnorna", överträffar mänskliga hjärnor när det kommer till "generell intelligens", då kan den nya "superintelligensen" ersätta människor som den dominerande livsformen på jorden. Tillräckligt intelligenta maskiner skulle kunna förbättra den egna förmågan snabbare än mänskliga datavetare. Som hur gorillornas öde nu beror mer på människor än på insatser av gorillorna själva, så skulle mänsklighetens öde bero på agerandet av den maskinella superintelligensen. Resultatet kan vara en existentiell katastrof. En rimlig fråga att ställa sig är vilka slags mål en sådan superintelligens skulle ha.

## Bokens disposition (på engelska)
- Kapitel 1: Past developments and present capabilities
- Kapitel 2: Paths to superintelligence
- Kapitel 3: Forms of superintelligence
- Kapitel 4: The kinetics of an intelligence explosion
- Kapitel 5: Decisive strategic advantage
- Kapitel 6: Cognitive superpowers
- Kapitel 7: The superintelligent will
- Kapitel 8: Is the default outcome doom?
- Kapitel 9: The control problem
- Kapitel 10: Oracles, genies, sovereigns, tools
- Kapitel 11: Multipolar scenarios
- Kapitel 12: Acquiring values
- Kapitel 13: Choosing the criteria for choosing
- Kapitel 14: The strategic picture
- Kapitel 15: Crunch time

## Se även

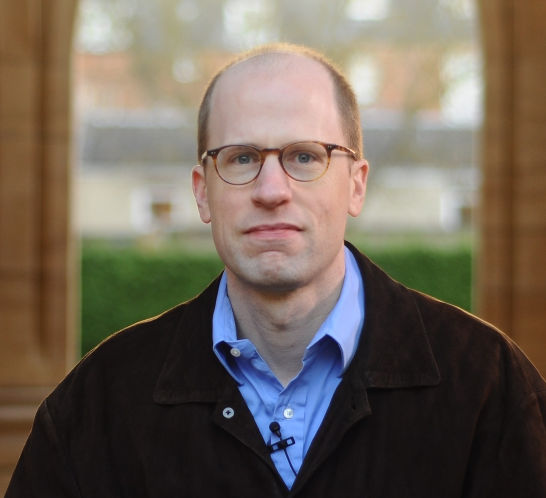
Nick Bostrom